# 勒基托瓦鄉
45°36′00″N 22°44′00″E / 45.6°N 22.7333°E
勒基托瓦鄉（羅馬尼亞語：Comuna Răchitova, Hunedoara），是羅馬尼亞的鄉份，位於該國西部，由胡內多阿拉縣負責管轄，面積74平方公里，海拔高度578米，2007年人口1,360，人口密度每平方公里18人。